# Мэшап (музыка)
Мэша́п (иначе «мэш-ап», от сленг. англ. mash-up — «смешивать композиции», досл.: «толочь», «взбивать») — неоригинальное музыкальное произведение, состоящее, как правило, из двух (реже нескольких) исходных произведений, записанное в студийных условиях путём наложения любой партии одного исходного произведения на похожую партию другого. С развитием специализированного музыкального программного обеспечения и постоянным усовершенствованием контроллеров для него мэшапы выделились в собственный жанр как танцевальной, так и любой другой электронной музыки начиная с 2000-х годов, сегодня же всё чаще создаются непосредственно во время живого выступления.
Мэшап не стоит путать с «кавером» (англ. cover — досл.: «обложка», «оболочка», в данном смысле «копия оригинала»), в коем случае нетронутая часть одной композиции просто целиком встраивается в другую, без наложения.

## Характеристика
Самый распространённый и легко создаваемый тип мэшапа встречается в композициях танцевальной электронной музыки, создаваемый с целью придать лучшее звучание уже существующим композициям. Зачастую целью мэшапа является добавление в трэк вокала, позаимствованного из другого трэка похожего жанра, при этом без соответствующего аккомпанемента (акапелла), сохраняя при этом частоту звука, темп и общий настрой композиции. Многие артисты также сподобились называть «мэшапами» вокальные реаранжировки своих же композиций (с участием нанятых певцов), что на самом деле в корне неверно.
До 2000-х термин «мэшап» уже использовался в применении различными рок-группами (в основном грандж, пост-панк и альтернатив), и был синонимичен термину «бутлег» (англ. bootleg — досл.: «контрабандный товар», в данном смысле «записи, бесплатно раздающиеся аудитории во время концертов одной группы, сделанные её фанатами») потому как многие группы производили запись подобных композиций прямо во время выступления, и бесплатно раздавали их, несмотря на формальное обязательство оплаты рекламируемой продукции арендаторам концертных залов. Поскольку мэшапы, как и бутлеги, пользуются своей прославленной неоригинальностью, они считаются ухудшенным вариантом оригинальных композиций, и зачастую раздаются бесплатно. В противном же случае создателям мэшапов придётся спрашивать разрешение на продажу у авторов оригиналов, причём осуществлять её именно через продающие лейблы (или инди-лейблы, если авторы оригиналов сами распространяют свой материал).
Несмотря на это, достаточно редко выходят и официальные альбомы мэшапов разных композиторов (например, альбом Love группы The Beatles, альбом Pakito — Living On Video 2.9), большей частью воспроизводятся во время выступлений вживую. Одни из самых известных — The Grey Album диджея Danger Mouse (смешаны The Beatles и Jay-Z) и The Beastles диджея BC (смешаны The Beatles и Beastie Boys).
Термин мэшап впоследствии стал применяться и в сети Интернет применительно к комбинации функциональности разных онлайн-услуг в одном веб-интерфейсе.

## Представители жанра
- Soulwax
- Beatallica